# 鈞
鈞（きん）は、中国の古代の質量の単位で、斤の30倍、石の1/4にあたる。
唐代より前の中国では「1石 = 4鈞、1鈞 = 30斤、1斤 = 16両、1両 = 24銖」という複雑な体系を使っていた。現在の市制では「斤」の上には「担」（100斤）があるだけで、「鈞」は使われていない。非常に重いことを表すのに「千鈞・万鈞」のような語が用いられるにとどまる。日本でも「斤」の上には「貫」（6.25斤）があるが、「鈞」は使用しない。
1928年に劉復は新の嘉量の質量を13600gと計測し、その質量が『漢書』に「二鈞」とあることから、当時の1斤を226.67g（13600g/60斤）と割り出した。